# Championnat de Roumanie de rugby à XV 2013
Navigation
SuperLiga 2012 SuperLiga 2014
Le championnat de Roumanie de rugby à XV 2013 ou SuperLiga 2013 est 99e édition de la compétition qui se déroule du 23 mars 2013 au 5 octobre 2013. Elle oppose les sept meilleures équipes de Roumanie.

## Liste des équipes en compétition
Les 7 équipes de SuperLiga sont :
| CSM Baia Mare CSM Bucarest Dinamo Bucarest Farul Constanța Steaua Bucarest RCM Timișoara CSU Cluj-Napoca |

| Équipe                       | Entraineur(s)                      | Stade                                  | Capacité     | Ville       |
| ---------------------------- | ---------------------------------- | -------------------------------------- | ------------ | ----------- |
| CSM Baia Mare                | Eugen Apjok                        | Stadionul Lascăr Ghineț                | 2 100        | Baia Mare   |
| CSM Bucarest                 | Daniel Neaga Ovidiu Carcei         | Stadionul Olimpia                      | 500          | Bucarest    |
| Dinamo Bucarest              | Hildan Cristian Stefan Demci       | Stadionul Florea Dumitrache            | 6 000        | Bucarest    |
| RCJ Farul Constanța          | Mircea Paraschiv Dan Badea         | Stadionul Mihai Naca                   | 3 000        | Constanța   |
| RC Steaua Bucarest           | Marin Moț Daniel Boldor            | Stadionul Ghencea II                   | 3 000        | Bucarest    |
| RCM Timișoara                | Chester Williams Dawie de Villiers | Gheorghe Rascanu Stade Dan-Păltinișanu | 1 000 32 000 | Timișoara   |
| CS Universitatea Cluj-Napoca | Cristian Sauan Horea Hampea        | Cluj Arena                             | 30 201       | Cluj-Napoca |

## Résumé des résultats

### Classement de la phase régulière
| Rang | Club                         | J  | V  | N | D  | Bo | Bd | Pm  | Pe  | Diff | Pts |
| ---- | ---------------------------- | -- | -- | - | -- | -- | -- | --- | --- | ---- | --- |
| 1    | Timișoara Saracens (T)       | 12 | 10 | 1 | 1  | 7  | 0  | 484 | 135 | +349 | 49  |
| 2    | CSM Baia Mare                | 12 | 9  | 1 | 2  | 7  | 2  | 471 | 109 | +362 | 47  |
| 3    | RC Steaua Bucarest           | 12 | 10 | 0 | 2  | 6  | 0  | 388 | 193 | +195 | 46  |
| 4    | RCJ Farul Constanța          | 12 | 5  | 0 | 7  | 4  | 2  | 253 | 262 | -9   | 26  |
| 5    | CSM Bucarest                 | 12 | 3  | 0 | 9  | 0  | 1  | 195 | 441 | -246 | 13  |
| 6    | Dinamo Bucarest              | 12 | 3  | 0 | 9  | 1  | 0  | 165 | 498 | -333 | 13  |
| 7    | CS Universitatea Cluj-Napoca | 12 | 1  | 0 | 11 | 1  | 2  | 179 | 497 | -318 | 7   |

|  | Qualifiés pour le play-off (no 1, no 2, no 3, no 4). |
|  | Qualifiés pour le play-out (no 5, no 6, no 7).       |
|  | T : tenant du titre 2012                             |

Attribution des points : victoire sur tapis vert : 5, victoire : 4, match nul : 2, défaite : 0, forfait : -2 ; plus les bonus (offensif : 4 essais marqués ; défensif : défaite par 7 points d'écart maximum).
Règles de classement : ?

## Phase finale

### Play-off
| Rang | Club                | J | V | N | D | Bo | Bd | Pm  | Pe  | Diff | Pts |
| ---- | ------------------- | - | - | - | - | -- | -- | --- | --- | ---- | --- |
| 1    | Timișoara Saracens  | 6 | 4 | 0 | 2 | 2  | 2  | 186 | 75  | +111 | 20  |
| 2    | CSM Baia Mare       | 6 | 4 | 0 | 2 | 2  | 1  | 150 | 102 | +48  | 19  |
| 3    | RC Steaua Bucarest  | 6 | 4 | 0 | 2 | 1  | 2  | 129 | 93  | +36  | 19  |
| 4    | RCJ Farul Constanța | 6 | 0 | 0 | 6 | 0  | 0  | 62  | 257 | -195 | 0   |

Attribution des points : victoire sur tapis vert : 5, victoire : 4, match nul : 2, défaite : 0, forfait : -2 ; plus les bonus (offensif : 4 essais marqués ; défensif : défaite par 7 points d'écart maximum).

### Play-out
| Rang | Club                         | J | V | N | D | Bo | Bd | Pm  | Pe  | Diff | Pts |
| ---- | ---------------------------- | - | - | - | - | -- | -- | --- | --- | ---- | --- |
| 1    | CSM Bucarest                 | 4 | 3 | 0 | 1 | 2  | 1  | 118 | 55  | +63  | 15  |
| 2    | CS Universitatea Cluj-Napoca | 4 | 3 | 0 | 1 | 0  | 0  | 85  | 74  | +11  | 12  |
| 3    | Dinamo Bucarest              | 4 | 0 | 0 | 4 | 0  | 0  | 57  | 132 | -75  | 0   |

Attribution des points : victoire sur tapis vert : 5, victoire : 4, match nul : 2, défaite : 0, forfait : -2 ; plus les bonus (offensif : 4 essais marqués ; défensif : défaite par 7 points d'écart maximum).

### Tableau final play-off
|  | Demi-finales        | Demi-finales      |                        |    | Finale         | Finale         |
|  | Demi-finales        | Demi-finales      |                        |    | Finale         | Finale         |
|  |                     |                   |                        |    |                |                |
|  | 28 septembre 2013   | 28 septembre 2013 |                        |    | 5 octobre 2013 | 5 octobre 2013 |
|  | 28 septembre 2013   | 28 septembre 2013 |                        |    | 5 octobre 2013 | 5 octobre 2013 |
|  | RCM Timișoara       | 42                |                        |    | 5 octobre 2013 | 5 octobre 2013 |
|  | RCM Timișoara       | 42                |                        |    | 5 octobre 2013 | 5 octobre 2013 |
|  | RCJ Farul Constanța | 8                 |                        |    | 5 octobre 2013 | 5 octobre 2013 |
|  | RCJ Farul Constanța | 8                 | RCM Timișoara          | 25 |                |                |
|  | 28 septembre 2013   |                   | RCM Timișoara          | 25 |                |                |
|  |                     | CSM Baia Mare     | 19                     |    |                |                |
|  | CSM Baia Mare       | CSM Baia Mare     | 19                     | 26 |                |                |
|  | CSM Baia Mare       |                   |                        | 26 |                |                |
|  | RC Steaua Bucarest  | 16                |                        |    |                |                |
|  | RC Steaua Bucarest  | 16                | Match pour la 3e place |    |                |                |
|  |                     |                   |                        |    |                |                |
|  | 5 octobre 2013      |                   |                        |    |                |                |
|  |                     |                   |                        |    |                |                |
|  | RCJ Farul Constanța | 14                |                        |    |                |                |
|  | RCJ Farul Constanța | 14                |                        |    |                |                |
|  | RC Steaua Bucarest  | 25                |                        |    |                |                |
|  | RC Steaua Bucarest  | 25                |                        |    |                |                |

## Résultats détaillés

### Phase régulière

#### Tableau synthétique des résultats

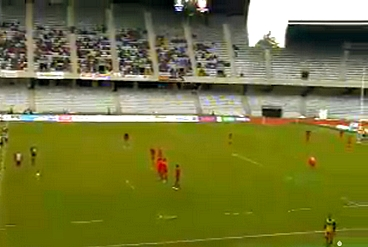
match U Cluj - Steaua Bucarest disputé au Cluj Arena

L'équipe qui reçoit est indiquée dans la colonne de gauche.
| Clubs               | BAI   | CSM   | DIN   | FAR   | STE   | TIM   | UCN   |
| ------------------- | ----- | ----- | ----- | ----- | ----- | ----- | ----- |
| CSM Baia Mare       |       | 45-18 | 65-3  | 33-3  | 22-8  | 18-18 | 58-11 |
| CSM Bucarest        | 18-52 |       | 18-10 | 13-39 | 22-52 | 10-65 | 19-16 |
| Dinamo Bucarest     | 0-71  | 8-22  |       | 20-19 | 10-67 | 12-67 | 34-24 |
| RCJ Farul Constanța | 0-17  | 18-9  | 54-26 |       | 16-34 | 16-18 | 36-15 |
| RC Steaua Bucarest  | 15-13 | 26-20 | 27-10 | 34-15 |       | 30-18 | 63-10 |
| RCM Timișoara       | 12-10 | 61-0  | 51-15 | 21-3  | 29-13 |       | 79-5  |
| Universitatea Cluj  | 3-67  | 49-26 | 13-17 | 22-34 | 8-19  | 3-45  |       |

|  | Victoire à domicile |  | Match nul |  | Défaite à domicile |

### Play-off

#### Tableau synthétique des résultats
L'équipe qui reçoit est indiquée dans la colonne de gauche.
| Clubs               | BAI   | FAR   | STE   | TIM   |
| ------------------- | ----- | ----- | ----- | ----- |
| CSM Baia Mare       |       | 29-18 | 25-19 | 21-16 |
| RCJ Farul Constanța | 7-58  |       | 9-18  | 6-45  |
| RC Steaua Bucarest  | 16-11 | 44-12 |       | 13-18 |
| RCM Timișoara       | 26-6  | 63-10 | 18-19 |       |

|  | Victoire à domicile |  | Match nul |  | Défaite à domicile |

### Play-out

#### Tableau synthétique des résultats
L'équipe qui reçoit est indiquée dans la colonne de gauche.
| Clubs              | CSM   | DIN   | UCN   |
| ------------------ | ----- | ----- | ----- |
| CSM Bucarest       |       | 40-12 | 25-3  |
| Dinamo Bucarest    | 15-34 |       | 20-31 |
| Universitatea Cluj | 24-19 | 27-10 |       |

|  | Victoire à domicile |  | Match nul |  | Défaite à domicile |

#### Détail des résultats
Les points marqués par chaque équipe sont inscrits dans les colonnes centrales (3-4) alors que les essais marqués sont donnés dans les colonnes latérales (1-6). Les points de bonus sont symbolisés par une bordure bleue pour les bonus offensifs (quatre essais ou plus marqués), orange pour les bonus défensifs (défaite avec au plus sept points d'écart), rouge si les deux bonus sont cumulés.

### Phase finale

#### Demi-finales
| 28 septembre 2013 | RCM Timișoara | 42 - 8 (20 - 0) | RCJ Farul Constanța                     |  |
| 28 septembre 2013 | Essai(s) : Morrison, Burcea, Anesi, Rus, Umaga, Lemnaru Transformation(s) : Calafeteanu (3) Pénalité(s) : Calafeteanu (2) |                 | Essai(s) : Stein Pénalité(s) : Jantjies |  |
| 28 septembre 2013 | |                 |                                         |  |

| 28 septembre 2013 | CSM Baia Mare                                                       | 26 - 16 (11-16) | RC Steaua Bucarest                                                     |  |
| 28 septembre 2013 | Essai(s) : Gal (3) Transformation(s) : Clarke Pénalité(s) : Pop (2) |                 | Essai(s) : Dascalu Transformation(s) : Vlaicu Pénalité(s) : Vlaicu (3) |  |
| 28 septembre 2013 |                                                                     |                 |                                                                        |  |

#### Match pour la troisième place
| 5 octobre 2013 | RCJ Farul Constanța                        | 14 - 25 (6-5) | RC Steaua Bucarest                                                                              |  |
| 5 octobre 2013 | Essai(s) : Ilie Pénalité(s) : Jantjies (3) |               | Essai(s) : Ianus, Nainer, Adascalitei, Caplescu Transformation(s) : Vlaicu Pénalité(s) : Vlaicu |  |
| 5 octobre 2013 |                                            |               |                                                                                                 |  |

#### Finale
| 5 octobre 2013 | RCM Timișoara                                                                                          | 25 - 19 (19-9) | CSM Baia Mare                                                                      |  |
| 5 octobre 2013 | Essai(s) : Morrison, Burcea, Shennan Transformation(s) : Calafeteanu (2) Pénalité(s) : Calafeteanu (2) |                | Essai(s) : Wiringi Transformation(s) : Pop Pénalité(s) : Pop (3) Drop(s) : Falamoe |  |
| 5 octobre 2013 | |                |                                                                                    |  |

## Statistiques

### Meilleurs réalisateurs
| Rang | Joueur               | Club                | Poste         | Points | Essais | Transf. | Pén. | Drops |
| ---- | -------------------- | ------------------- | ------------- | ------ | ------ | ------- | ---- | ----- |
| 1    | Florin Vlaicu        | RC Steaua Bucarest  | arrière       | 201    | 3      | 39      | 36   | 0     |
| 2    | Mike Wiringi         | CSM Baia Mare       | ouvreur       | 138    | 13     | 29      | 5    | 0     |
| 3    | Valentin Calafeteanu | RCM Timișoara       | demi de mêlée | 134    | 3      | 34      | 17   | 0     |
| 4    | Eugene Jantjies      | RCJ Farul Constanța | ouvreur       | 129    | 1      | 20      | 28   | 0     |
| 5    | Gabriel Conache      | RCM Timișoara       | arrière       | 112    | 2      | 33      | 11   | 1     |

### Meilleurs marqueurs
| Rang | Joueur            | Club               | Poste   | Essais |
| ---- | ----------------- | ------------------ | ------- | ------ |
| 1    | Ionut Dumitru     | RC Steaua Bucarest | ailier  | 16     |
| 2    | Mike Wiringi      | CSM Baia Mare      | ouvreur | 13     |
| 3    | Stephen Shennan   | RCM Timișoara      | ailier  | 12     |
| 4    | Paula Kinikinilau | RCM Timișoara      | centre  | 10     |
| 5    | Minya Csaba Gal   | CSM Baia Mare      | centre  | 11     |